# Окунев, Николай Александрович (генерал)
Николай Александрович Окунев (1788—1850) — генерал-лейтенант Русской императорской армии; военный писатель

. Отец дипломата Григория Николаевича Окунева.

## Биография
Николай Окунев родился в 1788 году; из дворян, сын архитектора и смотрителя петергофских дворцов и садов Александра Гавриловича Окунева; внук Гавриила Афанасьевича Окунева.
Начал воинскую службу 21 сентября 1803 года актуариусом в Коллегии иностранных дел, откуда в январе 1810 года перешёл в военную службу портупей-юнкером в лейб-гвардии Семёновский полк. Произведённый постепенно в поручики, Окунев в 1812 году принял участие в Отечественной войне и в целом ряде сражений проявил большую храбрость. Он участвовал в сражении при Клястицах, битве при деревне Пожарище на реке Сволоне и баталии под Полоцком. В чине штабс-капитана, командуя седьмой ротой, он участвовал в Бородинском сражении, затем в сражении при Чашниках и в схватке с частями Наполеона под городом Борисовом.
В начале 1813 году Окунев перешел с русскими войсками границу и, вступив в Пруссию, участвовал в преследовании неприятеля до города Берлина. Здесь вскоре он был прикомандирован в качестве адъютанта к прусскому генералу от инфантерии графу Тауэнцину и, находясь при нём, продолжал со союзными войсками преследование французов. В августе этого года он находился в сражений при деревнях Юнгедорф и Блакенфельд, и в сражении при деревне Деневицы был ранен пулей в ногу. Рана, впрочем не помешала ему продолжать службу и 19 сентября он уже находился в сражении при деревне Коздорф, где были разбиты три французских конно-егерских полка. Сражался в Битве народов и в боях кампании 1814 года.
11 февраля 1815 года Николай Александрович Окунев был произведён в майоры и в том же году он был в походе с 13 июля по 1 августа, следуя через царство польское до границ Пруссии. Вернувшись в Россию, он занялся изучением военной истории, готовя себя к научным трудам в этой области.
Произведённый 15 сентября 1819 года в подполковники, он был 25 апреля 1821 года назначен командиром 1-го егерского полка и 19 марта 1826 года за отличие по службе был произведён в полковники.
Выйдя в феврале 1828 года по семейным обстоятельствам в отставку, он, однако, недолго оставался вне службы, так как разразилась русско-турецкая война. В 1829 году он был откомандирован на театр военных действий во Вторую армию. Прибыв в июне месяце к месту своего назначения, Окунев был назначен состоять при Главной квартире. Он принял участие в переходе армий через Балканы, находился при занятии города Сливны, а 1 августа был назначен исполняющим должность обер-квартирмейстера в отряде генерал-лейтенанта Будберга; отличился в схватке близ Кирклисса и в других сражениях. Но проблемы со здоровьем заставили его вернуться в Россию.
Прибыв в Санкт-Петербург, он в ноябре 1830 года получил бриллиантовый перстень с вензелевым изображением имени государя за поднесённый Николаю I экземпляр замечаний о стратегии.
События в Польше вновь привлекли Н. А. Окунева на воинскую службу. 14 июня 1831 года он прибыл в город Пултуск, где находилась главная квартира действующей армии и получил назначение состоять при Главнокомандующем. Окунев принимал участие в многих серьёзных сражениях этой кампании, в частности, при взятии Варшавы.
Подвиги и геройство Окунева были отмечены рядом наград и отличий, среди них орден Святого Владимира 3-й степени, майорат и 5 сентября 1831 года был назначен флигель-адъютантом, а 18 октября был произведён в генерал-майоры.
В сентябре 1833 года генерал Н. А. Окунев получил назначение состоять в Свите Его Императорского Величества, а через год был награждён орденом Святого Станислава 1-й степени.
18 декабря 1833 года Окунев был назначен попечителем Варшавского учебного округа с оставлением в прежних должностях и званиях, и в апреле 1843 года за отличие по службе был произведён императором в генерал-лейтенанты.
Николай Александрович Окунев умер 21 ноября (3 декабря) 1850 года на острове Мадейра.
Окунев известен и своими сочинениями военного и исторического характера, которые он писал исключительно на французском языке.

## Награды
За время службы Николай Александрович Окунев был удостоен следующих наград:
Российские:
- орден Белого орла (22.08.1849)[4];
- Орден Святого Владимира 2-й степени (22.05.1846)[5];
- императорская корона к ордену Святой Анны 1-й степени (29.05.1845)[6];
- Орден Святой Анны 1-й степени (2.08.1838)[6];
- орден Святого Станислава 1-й степени (9.09.1834)[7];
- Знак отличия за военное достоинство 3-й степени (1831)[8];
- Орден Святого Владимира 3-й степени (1831)[8];
- знак отличия беспорочной службы за XXV лет (22.08.1830)[9];
- Перстень с вензелем императора (1830)[8];
- Орден Святого Владимира 4-й степени (3.01.1813)[10];
- Орден Святой Анны 4-й степени (24.08.1812)[11].

Иностранные:
- Орден Красного орла 2-й степени со звездой (Пруссия, 1835)[8];
- Орден «Pour le Mérite» (Пруссия, 1813)[8];
- Орден Меча (Швеция, 1813)[8].